# Diamond Ridge
Diamond Ridge is een plaats (census-designated place) in de Amerikaanse staat Alaska, en valt bestuurlijk gezien onder Kenai Peninsula Borough.

## Demografie
Bij de volkstelling in 2000 werd het aantal inwoners vastgesteld op 1802.

## Geografie
Volgens het United States Census Bureau beslaat de plaats een oppervlakte van
123,5 km², waarvan 123,4 km² land en 0,1 km² water.

## Plaatsen in de nabije omgeving
De onderstaande figuur toont nabijgelegen plaatsen in een straal van 20 km rond Diamond Ridge.